# Phimenes indosinense
Phimenes indosinense är en stekelart som först beskrevs av Vecht 1959.  Phimenes indosinense ingår i släktet Phimenes och familjen Eumenidae. Inga underarter finns listade i Catalogue of Life.